# Mikael Mogren
Mikael Mogren, né le 6 septembre 1969 près Askersund en Suède, est un évêque de l'église suédoise, écrivain et théologien suédois.

## Biographie
Mogren fait ses études à Gotheborg, à Tubingen, à Harvard, et à Uppsala, où il obtient son doctorat[réf. nécessaire]. Sa thèse est une déconstruction herméneutique de l'ecclésiologie romantique à l'époque napoléonienne.
Entre 2009-2011, il enseigne la dogmatique à la faculté de théologie protestante de Paris. Il s'implique alors dans le dialogue inter-religieux et publie des livres et des articles sur le sujet.
En 2011 il était membre du Jury œcuménique du Festival de Cannes. 
Le 6 septembre 2015, il est consacré évêque de Västerås par l'archevêque de Suède Antje Jackelén.